# Универзитет у Алберти
Универзитет у Алберти (енгл. University of Alberta; фр. Université de l'Alberta) је јавни универзитет у Едмонтону у канадској провинцији Алберти. Институција је основана 1908. године. Део је престижне организације U15 чије су чланице 15 институција у Канади.